# Ширгиялы
Ширгиялы (горномар. Шӹргӹйӓл) — деревня в Горномарийском районе Марий Эл Российской Федерации. Входит в состав Виловатовского сельского поселения.
Численность населения — 64 чел. (2010 год).

## География
Располагается в 9 км от административного центра сельского поселения — села Виловатово, на границе с Чувашией.

## История
Впервые «околодок Ширгиял» из села Кожважи упоминается в 1859 году.

## Население
| 2002 | 2010 |
| ---- | ---- |
| 59   | ↗64  |